# جو هيسايشي
مامورو فوجيساوا (باليابانية: 藤泽 守 فوجيساوا مامورو)، والمعروف مهنيا باسم جو هيسايشي (久 石 譲 ،Joe Hisaishi، من مواليد 6 كانون الأول 1950) هو مؤلف ومخرج معروف للموسيقى التصويرية لحوالي 100 فيلم، وله ألبومات منفردة يعود تاريخها إلى عام 1981.
عرفت موسيقى هيسايشي باستكشافها ودمجها لأنواع مختلفة من الموسيقى، وتشمل الموسيقى الالكترونية، الموسيقى الكلاسيكية والموسيقى اليابانية. يتميز هيساشي أيضا عن الملحنين الآخرين فهو مؤلف، كاتب، منظم، ورئيس فرقة موسيقية.
هو معروف جدا بسبب عمله مع مخرج الرسوم المتحركة هاياو ميازاكي، وقد حقق النجاحات في كثير من أفلامه منها: ناوسيكا أميرة وادي الرياح (1984)، قلعة في السماء (1986)، جاري توتورو(1988)، كيكي لخدمة التوصيل(1989)، بوركو روسو(1992)، الأميرة مونونوكي(1997)، الرحلة العجيبة (2001)، قلعة هاول المتحركة (2004)، وبونيو(2008). ومن المعروف أيضا أنه قدم الموسيقى التصويرية لبعض أفلام المخرج تاكيشي كيتانو منها: مشهد في البحر (1991)، دمى (2002)، كيكاجورو (1999)، هانا بي (1997)، يعودون اطفالا (1996) وسوناتين (1993).

## روابط خارجية
- جو هيسايشي على موقع IMDb (الإنجليزية)
- جو هيسايشي على موقع ألو سيني (الفرنسية)
- جو هيسايشي على موقع ميوزك برينز (الإنجليزية)
- جو هيسايشي على موقع أول موفي (الإنجليزية)
- جو هيسايشي على موقع أول ميوزيك (الإنجليزية)
- جو هيسايشي على موقع ديسكوغز (الإنجليزية)
- جو هيسايشي على موقع قاعدة بيانات الفيلم (الإنجليزية)
- جو هيسايشي على موقع ANN person (الإنجليزية)